# Kardymovo
Kardymovo (in russo  Карды́мово?) è un insediamento di tipo urbano dell'oblast' di Smolensk, in Russia; è il centro amministrativo del distretto Kardymovskij.
Si trova sul fiume Chmost' (affluente del Dnepr), 28 km a nord-est di Smolensk.